# Glyn Houston
Pour les articles homonymes, voir Houston (homonymie).
Glyndwr Desmond Houston dit Glyn Houston est un acteur britannique, né le 23 octobre 1925 à Tonypandy (Royaume-Uni) et mort le 30 juin 2019.

## Biographie
Houston jouait le rôle de Duncan Thomas, agent littéraire, dans la sitcom britannique des années 1980 Keep It in the Family. Il est apparu dans un certain nombre de films dont The Great Game. Dans les années 1970, il jouait le rôle du valet de chambre de Lord Peter Wimsey, Bunter, aux côtés de Ian Carmichael, lors du tournage de plusieurs récits de Dorothy Sayers. Sa performance a été louée dans le New York Times. 
D'autres crédits incluent My Good Woman (1973-1974), un cavalier qui chevauchaient (1978), l'inspecteur Morse, il est pas à moitié Maman chaude, Minder et Doomwatch, ainsi que le caractère récurrent "Det Supt Jones" dans Softly, Softly. Il est également apparu deux fois plus différents personnages dans Doctor Who - en tant que "Professeur Owen Watson" dans The Hand of Fear (1976) et en tant que "Colonel Ben Wolsey" dans The Awakening (1984). Il a également joué le frère Cadfael dans une adaptation de BBC Radio 4 en 1979 de One Corpse Too Many.. Houston comptait plus de deux cents crédits de télévision et de cinéma remontant à 1950. Houston a remporté un prix spécial du BAFTA Cymru en avril 2008.
Houston était marié à l'actrice et mannequin Shirley Lawrence et avait deux enfants. En mai 2000, il a dévoilé un monument commémoratif des mines dans sa Rhondda natale, au Rhondda Heritage Park. Il a dirigé les hommages rendus aux milliers de mineurs qui sont morts et ont souffert pendant 150 ans d’exploitation minière dans le bassin houiller du sud du Pays de Galles. Il a publié une autobiographie intitulée Glyn Houston, un acteur noir et blanc en décembre 2009.
Glyn Houston est décédé à l'âge de 93 ans le 30 juin 2019.

## Filmographie

### Cinéma
- 1950 : La Lampe bleue (The Blue Lamp) : Barrow Boy
- 1950 : Waterfront : Sailor
- 1950 : Trio de Ken Annakin et Harold French (segment The Verger)
- 1951 : Home to Danger
- 1951 : High Treason : Railway Shunter
- 1952 : Girdle of Gold : Dai Thomas
- 1952 : I Believe in You : Passerby
- 1952 : Gift Horse
- 1952 : Wide Boy
- 1953 : The Great Game : Ned Rutter
- 1953 : La Mer cruelle (The Cruel Sea) : Phillips
- 1953 : Tournez la clef doucement (Turn the Key Softly) : Bob
- 1954 : The Happiness of Three Women : Morgan
- 1954 : River Beat : Charlie Williamson
- 1954 : L'Enfer au-dessous de zéro (Hell Below Zero) : Borg
- 1954 : Casaque arc-en-ciel
- 1954 : Voyage au-delà des vivants (Betrayed) : Paratrooper Corporal
- 1954 : La bête s'éveille (The Sleeping Tiger) : Bailey
- 1954 : The Sea Shall Not Have Them : Knox
- 1955 : Lost : Bus Driver
- 1955 : Passage Home
- 1956 : Ce sacré z'héros (Private's Progress) : Corporal on sick call
- 1956 : Un détective très privé : Arresting policeman
- 1956 : The Long Arm : Sgt
- 1957 : The Case of the Smiling Widow : Bates
- 1957 : Pilotes de haut-vol (High Flight) : Controller Leuchars
- 1957 : The One That Got Away
- 1958 : Atlantique, latitude 41° (A Night to Remember) : Stoker
- 1958 : A Cry from the Streets : Police Sergeant
- 1959 : Follow a Star : Fred (Steam Cleaner)
- 1959 : Les Yeux du témoin (Tiger Bay) : Detective at police station
- 1959 : Jet Storm : Michaels
- 1959 : La Bataille des sexes (The Battle of the Sexes) : Porter #2
- 1960 : Norman dans la marine (The Bulldog Breed) : Gym instructor
- 1960 : Coulez le Bismarck ! (Sink the Bismarck!) : Seaman 'Prince of Wales'
- 1960 : Le Cirque des horreurs (Circus of Horrors) : Carnival Barker
- 1960 : There Was a Crooked Man : Smoking Machinist
- 1961 : Flammes dans la rue (Flame in the Streets) : Hugh Davies
- 1961 : Les Gangsters (Payroll) de Sidney Hayers : Frank Moore
- 1961 : The Wind of Change : Sgt. Parker
- 1961 : The Green Helmet : Pit Manager
- 1962 : Emergency : inspecteur Harris
- 1962 : Solo for Sparrow : insp. Sparrow
- 1962 : Mix Me a Person : Sam
- 1963 : Norman Wisdom, brancardier (A Stitch in Time) : Cpl. Welsh, St. John's Ambulance Brigade
- 1963 : Panic : Mike
- 1964 : One Way Pendulum : Detective Inspector Barnes
- 1965 : The Secret of Blood Island : Berry
- 1965 : The Brigand of Kandahar : Marriott
- 1966 : Invasion : Police Sergeant Draycott
- 1967 : Headline Hunters : Gresham
- 1977 : Are You Being Served? : Cesar Rodriguez
- 1980 : Le Commando de sa Majesté (The Sea Wolves) : Peters
- 1981 : If You Go Down in the Woods Today : Ticket Collector
- 1989 : Conspiracy : William Brain
- 1991 : Old Scores : Aneurin Morgan
- 1993 : The Mystery of Edwin Drood : Grewgious
- 2005 : Singing from the Heart: The Story of Treorchy Male Choir (vidéo) : Presenter

### Télévision
- 1960 : Deadline Midnight (série télévisée) : Mike Grieves
- 1960 : Mill of Secrets (série télévisée) : Douglas Wallace
- 1967 : La Fille au bikini noir (Girl in a Black Bikini) (série télévisée) : le détective sergent Napier
- 1969 : There Is Also Tomorrow : le colonel Ronald Sutherland
- 1972 : Clouds of Witness (feuilleton télévisé) : Mervyn Bunter
- 1972 : My Good Woman (série télévisée) : Bob Berris (1973-74)
- 1973 : Reg Varney (série télévisée) : différents personnages (séries 1) (1973)
- 1974 : Country Matters (feuilleton télévisé)
- 1974 : The Nine Tailors (feuilleton télévisé) : Bunter
- 1975 : Five Red Herrings (feuilleton télévisé) : Bunter
- 1976 : Doctor Who (série télévisée) The Hand of Fear : le professeur Watson
- 1978 : A Horseman Riding By (feuilleton télévisé) : John Rudd
- 1980 : Breakaway (série télévisée) : C. S. Bert Sinclair (saison 1)
- 1980 : Keep It in the Family (série télévisée) : Duncan Thomas
- 1984 : Doctor Who (série télévisée) The Awakening : le colonel Ben Wolsey
- 1988 : Ballroom : Ellis